# Methanobacterium
En taxonomía, Methanobacterium es un género dentro de la familia Methanobacteriaceae, perteneciente al dominio Archaea. Las células no son móviles, y sus membranas celulares faltan el biopolímero peptidoglicano.  Algunos miembros de este género se puede utilizar formiato para producir metano; otros se basan únicamente en la reducción de dióxido de carbono con hidrógeno. Son ubicuos en algunos tipos de ambientes de poco oxígeno calientes, como los digestores anaeróbicos, los lodos que producen, y aguas termales.

## Otras lecturas

### Revistas científicas
- Judicial, Commission of the International Committee on Systematics of Prokaryotes: (2005). «The nomenclatural types of the orders Acholeplasmatales, Halanaerobiales, Halobacteriales, Methanobacteriales, Methanococcales, Methanomicrobiales, Planctomycetales, Prochlorales, Sulfolobales, Thermococcales, Thermoproteales and Verrucomicrobiales are the genera Acholeplasma, Halanaerobium, Halobacterium, Methanobacterium, Methanococcus, Methanomicrobium, Planctomyces, Prochloron, Sulfolobus, Thermococcus, Thermoproteus and Verrucomicrobium, respectively.  Opinion 79». Int. J. Syst. Evol. Microbiol. 55 (Pt 1): 517-518. PMID 15653928. doi:10.1099/ijs.0.63548-0.

### Bases de datos científicos
- Pubmed
- Pubmed Central
- Google Scholar